# 광상학

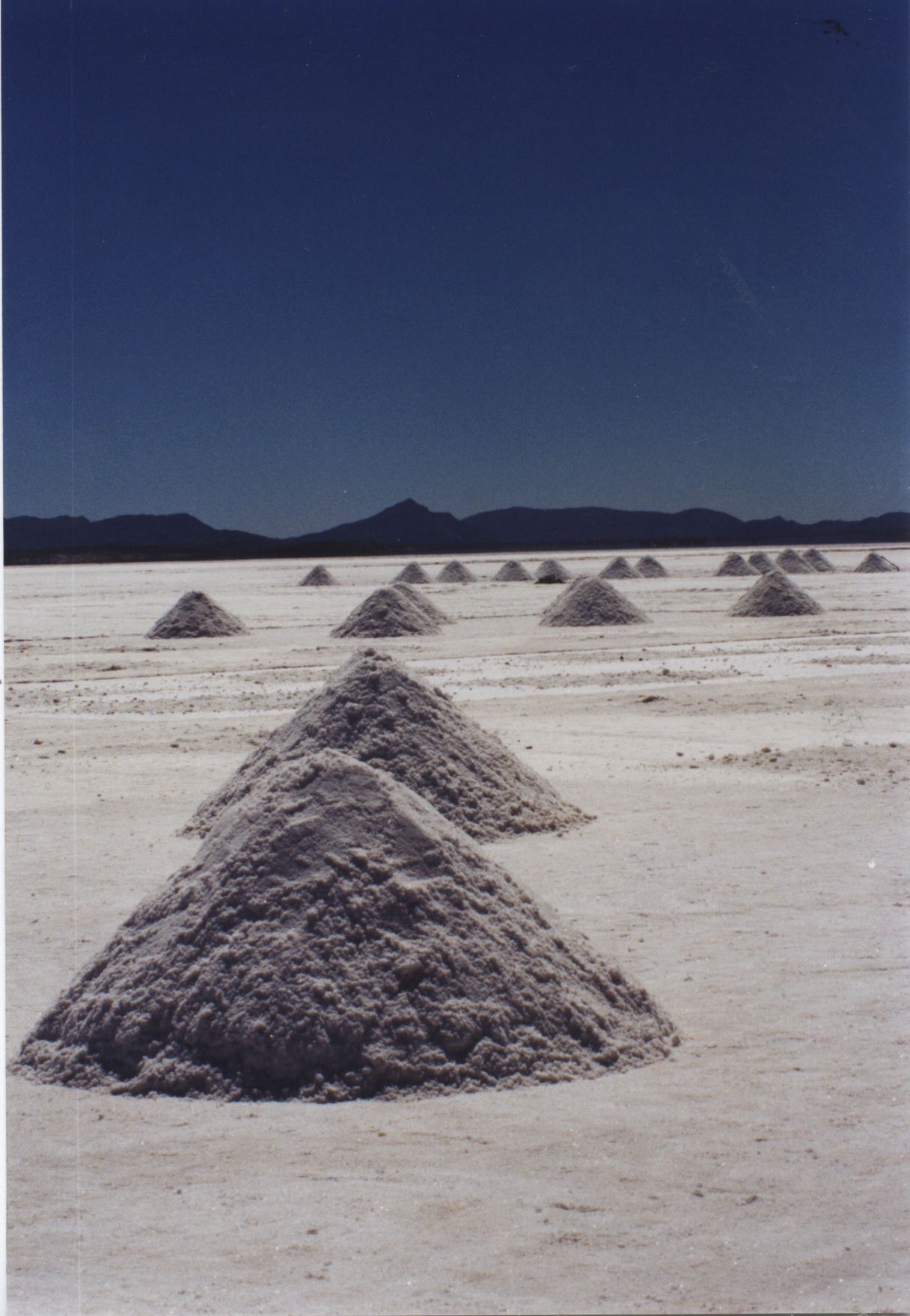

광상학(鑛床學, economic geology)은 광상을 분류·분석해 그 성질 등을 파악함으로써 인류에게 있어서 유용한 자원을 얻는 방법을 모색한다. 자원 공학의 일부에서도 광상학을 취급하고 있다.

## 개요
광상(鑛床)은 유용한 광물이 지각 내의 평균적인 함량보다 높은 비율로 모여 있는 곳을 말한다. 광물은 암석의 구성 요소이므로 광상은 화성, 퇴적, 변성 작용을 통해 암석이 형성되는 과정에서 만들어진다.
광상지대에는 광상이 지표에 노출되어 적갈색으로 된 부분이 있다. 이것은 노출된 광상이 산화된 것인데, 광상을 발견하는 귀중한 단서가 된다. 광상은 어디나 있는 것이 아니다. 광상은 주위의 암석과 깊은 관계가 있으므로, 관계되는 암석의 분포에 따라 광상이 존재하는 지역도 자연히 결정되는 것이다. 예를 들면, 석유 광상은 해성지층이나 그 퇴적분지에 형성된다. 그리하여 대륙의 대평원이나 대륙붕에 주로 분포되어 있다.

## 광상의 종류
광상은 형성 과정에 따라 화성 광상, 퇴적 광상, 변성 광상으로 구분된다.

### 화성 광상
화성 광상은 마그마가 냉각되는 과정에서 유용한 광물이 정출(晶出)되어 형성되는 광상이다. 이 광상은 일반적으로 마그마의 생성이 활발한 판의 경계에서 형성된다.
- 정마그마 광상 : 고온의 마그마가 냉각되는 초기에 자철석, 크롬철석, 백금, 니켈 등 용융점이 높은 광물이 정출된 광상이다.
- 페그마타이트 광상 : 남아 있는 마그마가 냉각되는 후기에는 마그마가 주변의 암석을 뜷고 들어가 석영, 장석, 운모, 녹주석, 전기석 등의 광물이 정출된다.
- 열수 광상 : 마그마가 냉각되면서 여러 광물이 정출되고 남은 열수(熱水) 용액이 주변 암석의 틈을 따라 이동하여 금, 은, 납, 아연, 구리, 수은 등을 포함하는 광물이 정출된다.

### 퇴적 광상
퇴적 광상은 지표의 암석이 풍화, 침식, 운반, 퇴적되는 과정에서 유용한 광물이 모여 형성된 것이다.
- 표사(漂砂) 광상 : 밀도가 큰 광물이 하천 바닥에 쌓여 형성된 광상이다. 주로 금, 백금, 다이아몬드, 주석 등 풍화에 강한 광물이 모여 있다.
- 풍화 잔류 광상 : 고온 다습한 열대 지방에서 화학적 풍화 작용이 일어나면서 암석을 이루는 나트륨, 칼슘, 마그네슘, 규소 등이 녹아 빠져나가고, 상대적으로 잘 녹지 않는 철과 알루미늄이 남아 형성된 광상이다. 알루미늄 산화물인 보크사이트가 여기에 해당한다.
- 침전(沈澱) 광상 : 해수가 증발하면서 해수에 녹아 있는 물질이 침전되어 암염, 석고, 탄산염 광물 등이 모여 형성된 광상이다. 선캄브리아기의 호상 철광층 등이 이에 속한다.

## 같이 보기
- 탐광
- 광석
- 광물학
- 암석학
- 지질학
- 스카른